# Siedamsdorf
Siedamsdorf ist ein Ortsteil mit 37 Einwohnern von Weismain im Landkreis Lichtenfels im Regierungsbezirk Oberfranken in Bayern. Das Dorf besteht aus 14 Häusern, die in zwei kleinen Ansammlungen an je einer Quelle gebaut wurden und  kaum zusammenhängen.

## Geografische Lage
Siedamsdorf liegt im Schöpfleinsgrund, einem Nebental des Kleinziegenfelder Tals, auf 389 bis 410 m ü. NN. Die Höhe wird amtlich mit 399 m ü. NN angegeben. Unmittelbar östlich des Dorfes befindet sich der Kröttenstein. Der Ortskern von Weismain ist rund 3,6 Kilometer östlich entfernt. Das Tal, in dem sich das Dorf befindet, gehört ebenso wie der Kröttenstein und der Kordigast zu den Ausläufern des nördlichen Frankenjuras im Naturpark Fränkische Schweiz-Veldensteiner Forst.

## Geschichte

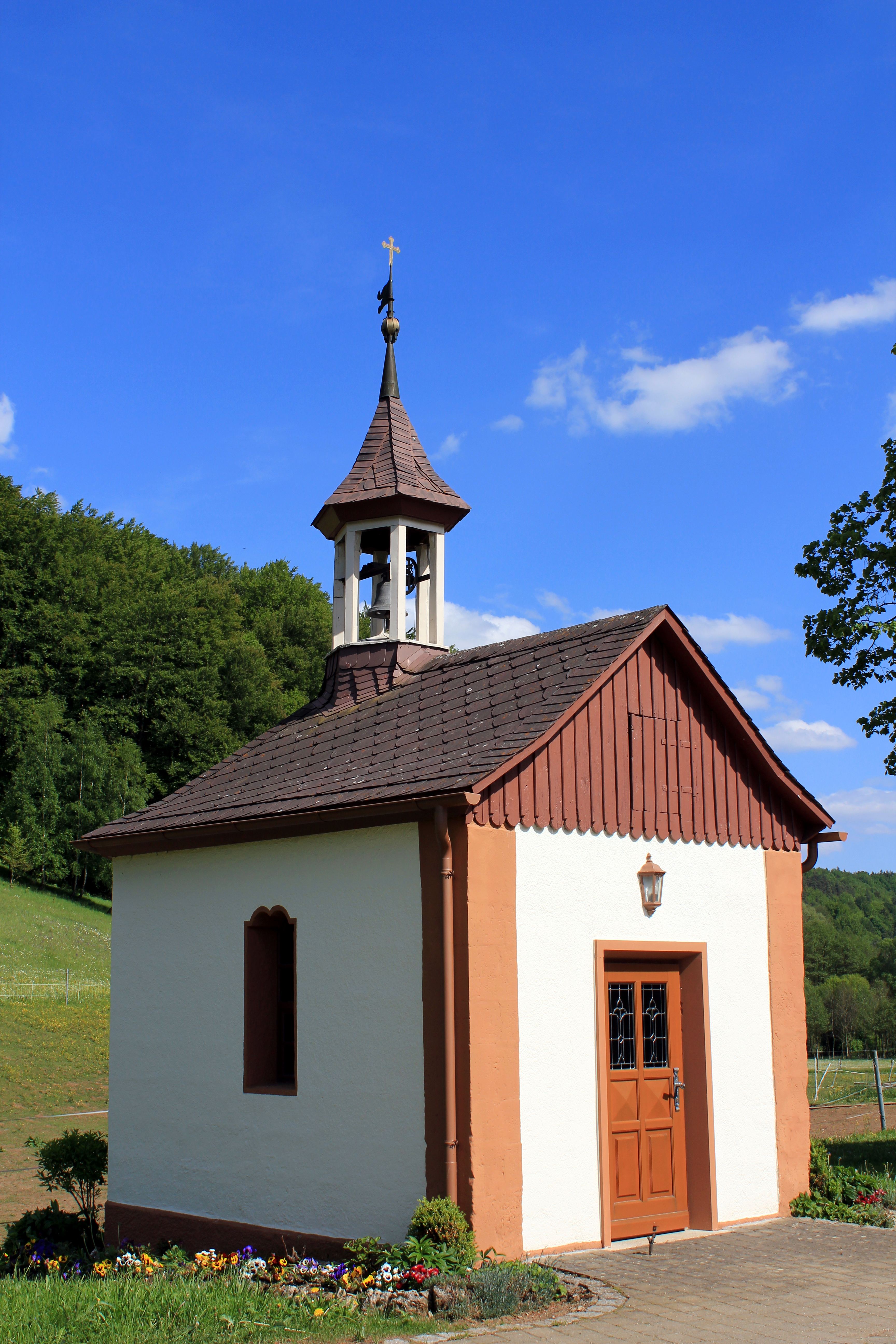
Die Kapelle Zur Kreuzauffindung im Mai 2011

Die erste urkundliche Erwähnung war 1250, als das Kloster Langheim den Zehnt zu „Sidandorf“ erwarb.
Anfang des 19. Jahrhunderts wurde die noch bestehende Kapelle Zur Kreuzauffindung erbaut.
Ab 1810 gehörte Siedamsdorf zusammen mit den Ortsteilen Altendorf, Bernreuth und Giechkröttendorf  zur neu gebildeten Gemeinde Kaspauer. Als Folge der Gemeindenbildung in Bayern nach der Verabschiedung der Zweiten Verfassung des Königreich Bayerns wurde diese Gemeinde umstrukturiert und bestand ab 1818 nur noch aus Altendorf, Siedamsdorf und dem Hauptort Kaspauer. Im Ersten Weltkrieg gab es einen Toten, im Zweiten vier Gefallene und drei Vermisste. Am 1. Juli 1976 wurde die Gemeinde Kaspauer mit ihren dazugehörigen Orten nach Weismain eingemeindet.
Im April 1998 erhielt Siedamsdorf zusammen mit Altendorf und Kaspauer als Dorfgemeinschaft den Sparkassen-Förderpreis für herausragende Leistungen im Natur- und Umweltschutz.
Eine Besonderheit der Ortschaft ist, dass fast jedes alte Haus (Nummern 1–10) seinen eigenen Steinbruch besitzt (insgesamt ca. sechs), die zum Teil jedoch stark verfüllt wurden, sodass die ursprüngliche Funktion nur noch bei dreien erkennbar ist. Das Haus mit der Nummer 10 in der Ortsmitte ist das ehemalige Gemeinde- oder Armenhaus. Bis in die 1970er Jahre befand sich unterhalb des Kröttensteins das Haus Nummer 11, das dann abgerissen wurde. Der Ort verfügte einst über zwei Wirtshäuser, die Gastwirtschaft Dauer (Nr. 5, Richtung Kaspauer; Schließung zum 1. Januar 1980) und die Bierwirtschaft Murmann (Nr. 9, Richtung Altendorf; der letzte Besitzer verstarb 1985).

### Einwohnerentwicklung
Die Tabelle gibt die Einwohnerentwicklung von Siedamsdorf anhand einzelner Daten wieder.
| Jahr | Einwohner | Anwesen | Quelle:      |
| ---- | --------- | ------- | ------------ |
| 1818 | 54        | 12      | [ 6 ]        |
| 1861 | 68        |         | [ 8 ]        |
| 1871 | 65        |         | [ 9 ]        |
| 1875 | 70        |         | [ 10 ]       |
| 1950 | 75        | 11      | [ 6 ]        |
| 1987 | 41        | ca. 12  | [ 11 ]       |
| 1999 | 43        | 13      | [ 2 ]        |
| 2000 | 47        | 13      | [ 6 ]        |
| 2010 | 44        | 14      | [ 12 ]       |
| 2012 | 41        | 14      | [ 13 ]       |
| 2013 | 41        | 14      | [ 14 ] [ 3 ] |
| 2014 | 38        | 14      | [ 15 ]       |
| 2015 | 37        | 14      | [ 16 ]       |
| 2016 | 37        | 14      | [ 17 ]       |
| 2017 | 37        | 14      | [ 18 ]       |
| 2018 | 37        | 14      | [ 1 ]        |

## Vereine
- Freiwillige Feuerwehr Altendorf-Siedamsdorf, gegründet 1906
- Gartenbauverein Schöpfleinsgrund, gegründet 1992
- Kapellenpflegeverein